# Chapelle Carlos Alberto
 (janvier 2024).
La chapelle de Carlos Alberto est un cénotaphe romantique situé dans les jardins du Palácio de Cristal, dans la ville de Porto. Elle accueille l'église luthérienne de la Sainte-Trinité, en portugais Paróquia Luterana da Santíssima Trindade, membre de l’Église luthérienne au Portugal.
La chapelle est construite en mémoire de Charles-Albert, roi de Piémont-Sardaigne.

## Histoire

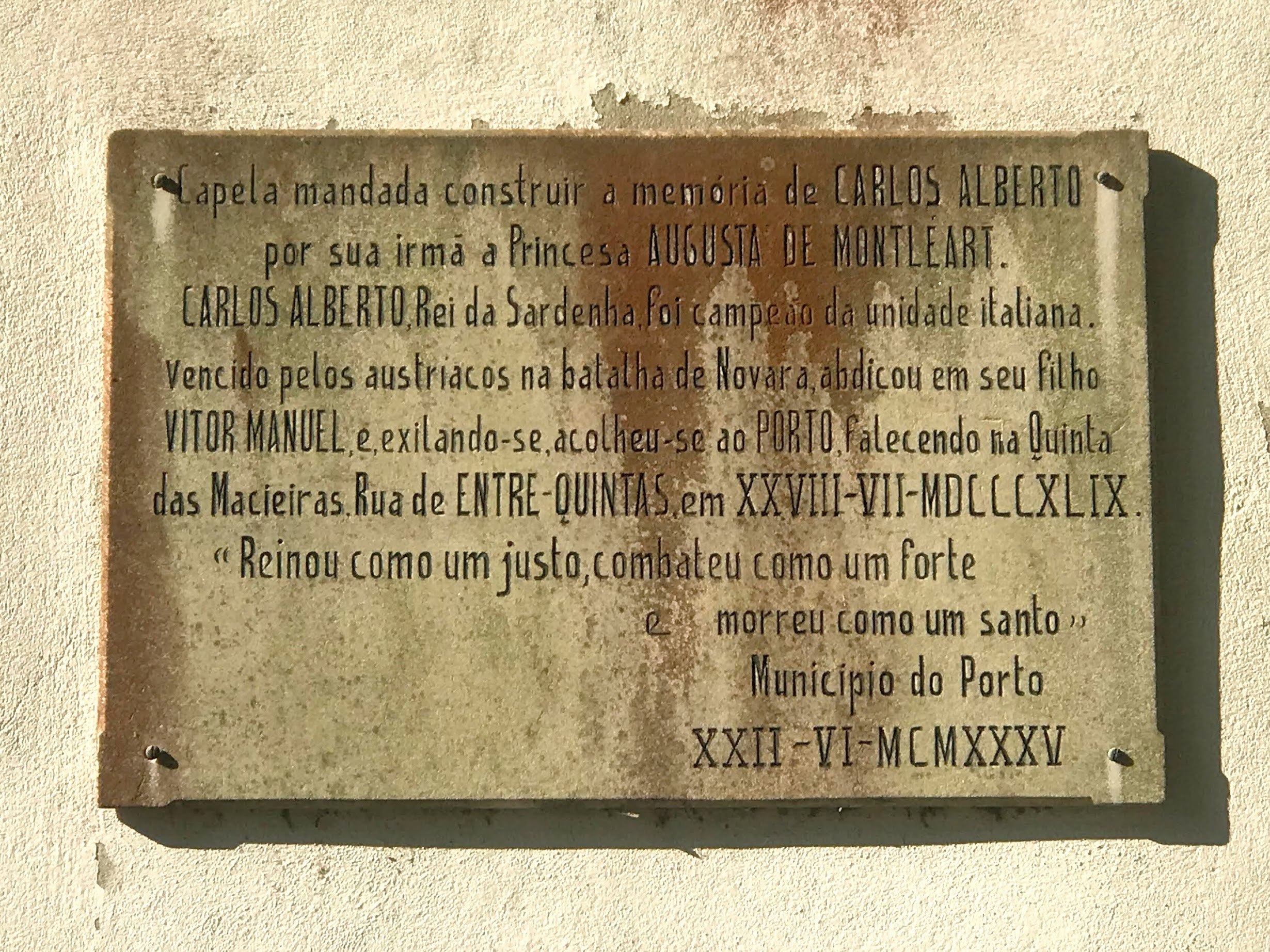
Plaque en marbre sur la chapelle, posée le 22 juin 1935 par la mairie de Porto.

Charles-Albert, en italien Carlo Alberto di Savoia, est considéré comme le père de l'unification de l'Italie, à partir de diverses entités politiques dont certaines sont contrôlées par l'empire autrichien. Après avoir été vaincu par les Autrichiens à la bataille de Novare en 1849, il abdique et s'exile à Porto. À son arrivée à Porto, le monarque séjourne à l'Hospedaria do Peixe, situé dans le palais des vicomtes de Balsemão, situé aujourd'hui place Carlos Alberto. Il par déménage plus tard à la Quinta da Macieirinha, qui deviendra le musée romantique, fermé en 2021. Il meurt en 1849. Son corps est transféré ensuite à la basilique de Superga,  nécropole de la famille de Savoie à Turin, en Italie.
Quelques années plus tard, sa demi-sœur Augusta de Montléart fait édifier ce cénotaphe en sa mémoire à côté du domaine. Les travaux durent près de six ans. A l'intérieur sont placées trois sculptures, acquises à Paris. La première messe dans cette chapelle-cénotaphe est célébrée le 25 décembre 1861. La chapelle appartient ensuite à la Maison de Bragance, et ce jusqu'en 1950, date à laquelle elle a été donnée à la mairie de Porto par la reine exilée Amélie d'Orléans.
La chapelle abrite aujourd'hui les services religieux de la Paróquia da Santíssima Trindade de l'Église luthérienne du Portugal, en communion ecclésiastique avec le Wisconsin Evangelical Lutheran Synod, une église luthérienne traditionaliste des États-Unis, fondée en 1850 à Milwaukee, Wisconsin.